# Izvor

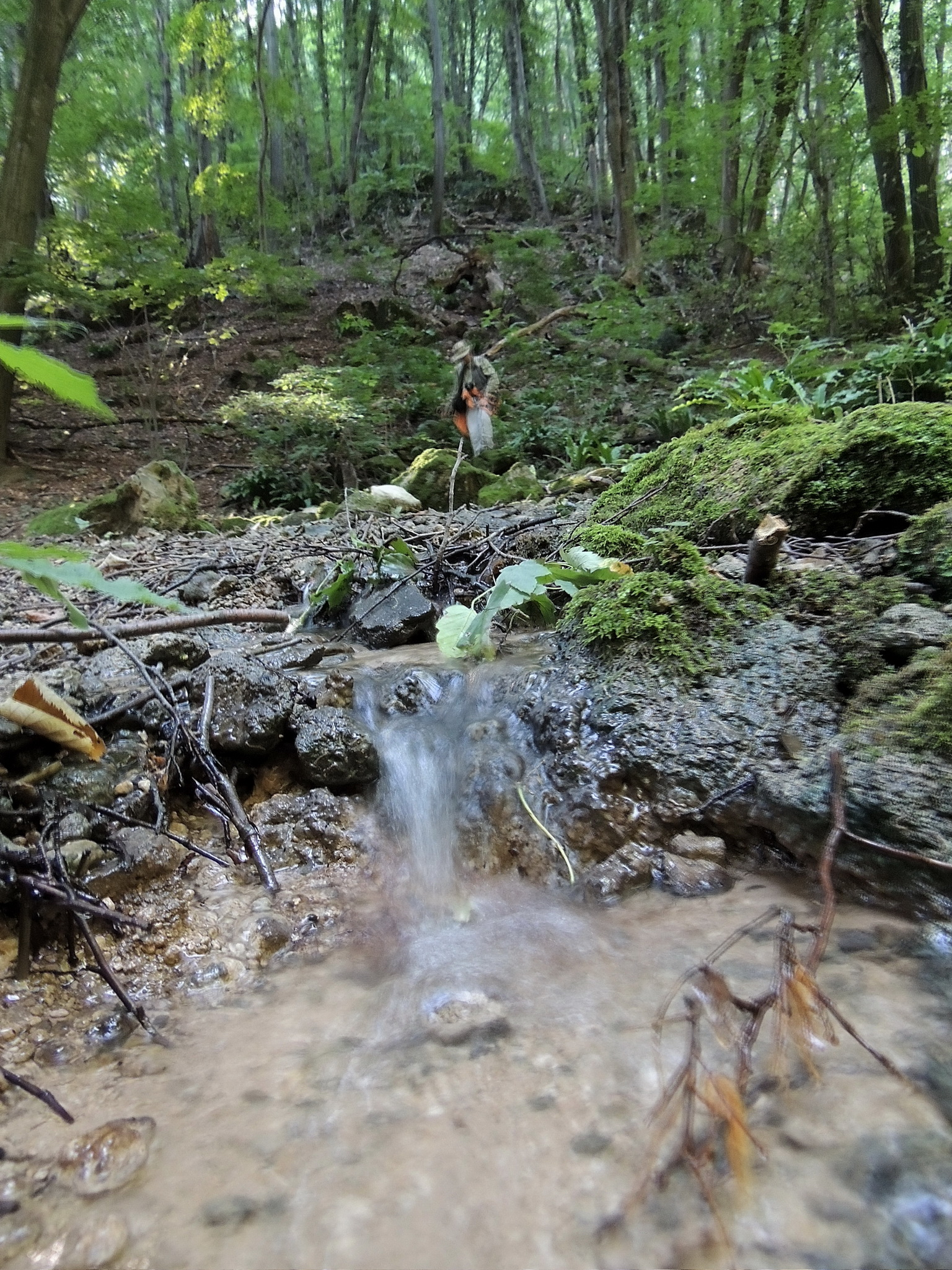
Izvor în pădure

Un izvor este un punct de ivire la suprafața terenului a unei ape subterane, în condiții naturale. Dacă izvorul se datorează unui strat acvifer sub presiune se numește ascendent. Când curgerea alternează cu perioade de stagnare, se numește intermitent. Atunci când emergența unui izvor are loc sub nivelul apelor superficiale se numește submers. După durata curgerii, se deosebesc: izvoare permanente, periodice și intermediare.
În timp ce curge pe sub pământ, apa dizolvă substanțe minerale din pietre, astfel că uneori apa dintr-un izvor este îmbuteliată și vândută ca apă minerală.
După valoarea raportului dintre debitul maxim (Qmax) și cel minim (Qmin) izvoarele se pot clasifica astfel:
- izvoare cu scurgere constantă, când Qmax/Qmin<10;
- izvoare cu scurgere variabilă, când 10<Qmax/Qmin<30;
- izvoare cu scurgere foarte variabilă, când Qmax/Qmin>30[1].

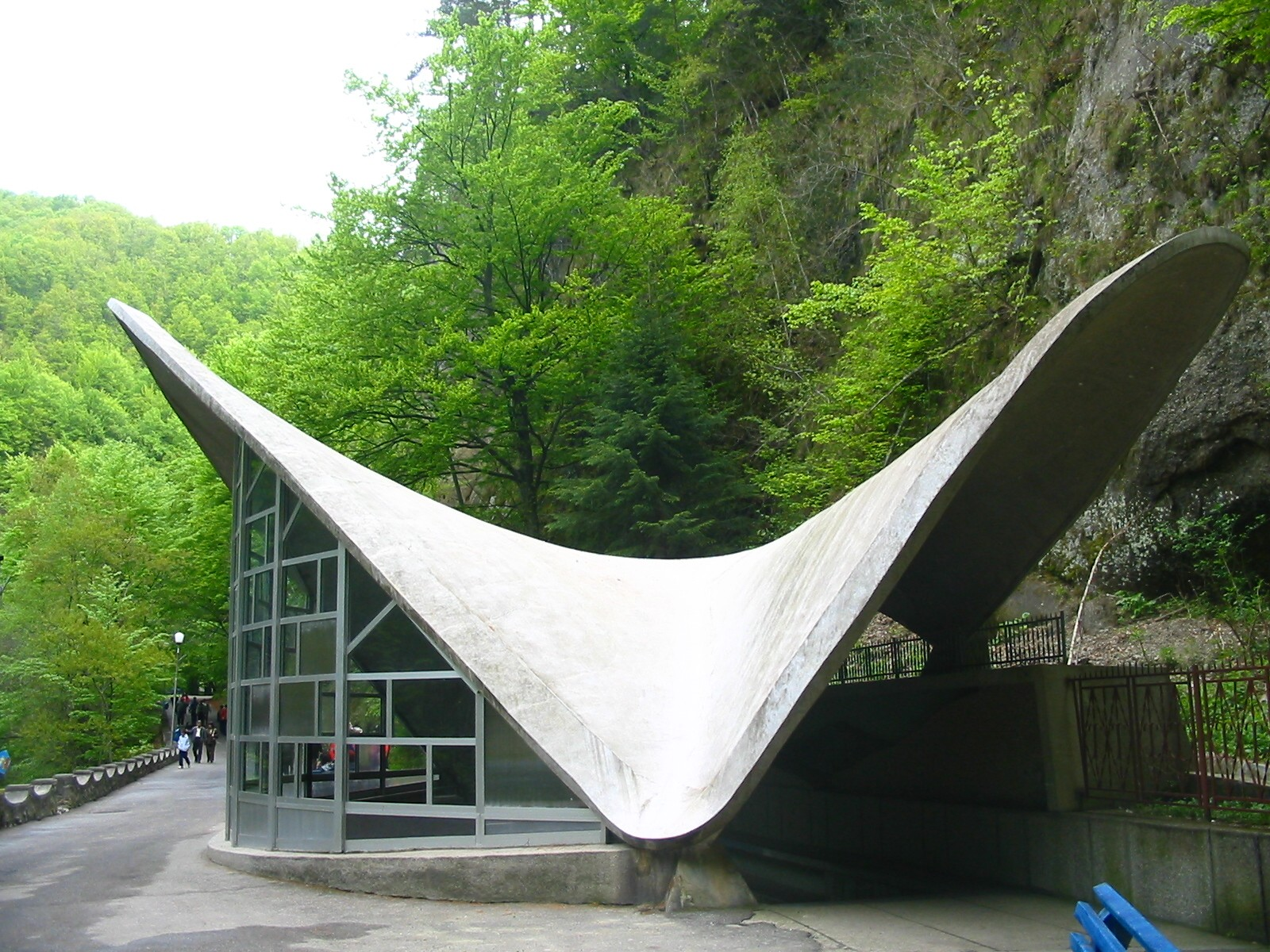
Izvorul de apă minerală nr. 24 (Olăneşti, Vâlcea)
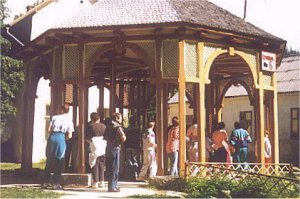
Izvor de apă minerală (Borsec, Harghita)
Fântâna cu 7 izvoare (Baineţ, Suceava)

## Legături externe
- „Izvor” la DEX online